# 分解 (ホモロジー代数)
数学のホモロジー代数において、分解（ぶんかい、英: resolution）（あるいは左分解 (left resolution); 双対の余分解 (coresolution) あるいは右分解 (right resolution)）は加群（あるいはより一般に、アーベル圏の対象）の完全列であり、加群あるいはこの圏の対象の構造を特徴づける不変量を定義するために用いられる。通常通り射が右向きのときは、列は（左）分解については左側に無限で、右分解については右側に無限であるとされる。しかしながら、有限分解 (finite resolution) は列の対象の有限個だけが零でない分解である。そのようなものは通常、（左分解について）左端の対象あるいは（右分解について）右端の対象が零対象である有限完全列によって表される。
一般に、列の対象はなんらかの性質 P（例えば自由である）を持つよう制限される。したがって P 分解が語られる。とくに、任意の加群は自由分解、射影分解、平坦分解をもつ。それらはそれぞれ自由加群、射影加群、平坦加群からなる左分解である。同様に任意の加群は単射分解をもつ。これは単射加群からなる右分解である。

## 加群の分解

### 定義
環 R 上の加群 M が与えられると、M の左分解 (left resolution)（あるいは単に分解 (resolution)）とは、R 加群の（無限でもよい）完全列
{\displaystyle \cdots {\overset {d_{n+1}}{\longrightarrow }}E_{n}{\overset {d_{n}}{\longrightarrow }}\cdots {\overset {d_{3}}{\longrightarrow }}E_{2}{\overset {d_{2}}{\longrightarrow }}E_{1}{\overset {d_{1}}{\longrightarrow }}E_{0}{\overset {\epsilon }{\longrightarrow }}M\longrightarrow 0}
である。準同型 di は境界写像 (boundary map) と呼ばれる。写像 ε は添加写像 (augmentation map) と呼ばれる。簡明のため、上の分解は次のように書ける。
{\displaystyle E_{\bullet }{\overset {\epsilon }{\longrightarrow }}M\longrightarrow 0.}
双対概念は右分解 (right resolution)（あるいは余分解 (coresolution)、あるいは単に分解）の概念である。具体的には、環 R 上の加群 M が与えられると、右分解とは R 加群の無限でもよい完全列
{\displaystyle 0\longrightarrow M{\overset {\epsilon }{\longrightarrow }}C^{0}{\overset {d^{0}}{\longrightarrow }}C^{1}{\overset {d^{1}}{\longrightarrow }}C^{2}{\overset {d^{2}}{\longrightarrow }}\cdots {\overset {d^{n-1}}{\longrightarrow }}C^{n}{\overset {d^{n}}{\longrightarrow }}\cdots }
である。ただし各 Ci は R 加群である（そのような分解の双対性を示すため分解における対象や対象の間の射には上付きの添え字を使うのが一般的である）。簡単のため、上の分解は以下のように書ける。
{\displaystyle 0\longrightarrow M{\overset {\epsilon }{\longrightarrow }}C^{\bullet }.}
（余）分解が有限 (finite) であるとは、現れる加群のうち有限個だけが零でないことをいう。有限分解の長さ (length) は加群が非零な添え字 n の最大値である。

### 自由、射影、単射、平坦分解
多くの状況では、与えられた加群 M を分解する加群 Ei に条件が課される。例えば、加群 M の自由分解はすべての加群 Ei が自由 R 加群であるような左分解である。同様に、射影分解あるいは平坦分解はすべての Ei が射影加群あるいは平坦加群であるような左分解である。単射分解は Ci がすべて単射加群であるような右分解である。
すべての R 加群は自由左分解を持つ。したがって当然任意の加群は射影分解や平坦分解も持つ。証明のアイデアは、E0 を M の元によって生成される自由 R 加群と定義し、E1 を自然な写像 E0 → M の核の元によって生成される自由 R 加群と定義し、……とすることである。双対的に、任意の R 加群は移入分解を持つ。射影分解（そしてより一般に平坦分解）は Tor 関手を計算するのに使うことができる。
加群 M の射影分解は鎖ホモトピーの違いを除いて一意的である、すなわち、M の2つの射影分解 P0 → M と P1 → M が与えられると、それらの間の鎖ホモトピーが存在する。
分解はホモロジー次元を定義するために使われる。加群 M の有限射影分解の最小の長さはその射影次元と呼ばれ、pd(M) と表記される。例えば、加群の射影次元が 0 であることとそれが射影加群であることは同値である。M が有限射影分解を持たないときは射影次元は無限大である。例えば、可換局所環 R に対して、射影次元が有限であることと R が正則であることは同値であり、そのとき射影次元と R のクルル次元と一致する。同様に加群に対して 移入次元 id(M) や平坦次元 fd(M) も定義される。
移入次元や射影次元は右 R 加群の圏上 R の右大域次元と呼ばれる R のホモロジー次元を定義するために用いられる。同様に、平坦次元は弱大域次元を定義するために用いられる。これらの次元の振る舞いは環の特徴を反映する。例えば、環の右大域次元が 0 であることと半単純環であることは同値であり、環の弱大域次元が 0 であることとフォン・ノイマン正則環であることは同値である。

### 次数付き加群と代数
M を体上次数が正の元によって生成される次数付き代数上の次数付き加群とする。すると M は、自由加群 Ei が di たちと ε が次数付き線型写像であるように次数付けられる自由分解を持つ。これらの次数付き自由分解の中で、極小自由分解 (minimal free resolution) は各 Ei の基底元の個数が極小であるようなものである。各 Ei の基底元の個数とそれらの次数は次数付き加群のすべての極小自由分解に対して同じである。
I が体上の多項式環における斉次イデアルであるとき、I によって定義される射影代数的集合のカステルヌオヴォ・マンフォード正則性は、I の極小自由分解における Ei の基底元の次数がすべて r − i よりも小さいような最小の整数 r である。

### 例
自由分解の古典的な例は局所環における正則列あるいは体上有限生成の次数付き代数における斉次正則列のコズュル複体によって与えられる。
X を 非球面型空間 とする、すなわちその普遍被覆 E が可縮であるとする。すると E のすべての特異（あるいは単体）鎖複体は環 Z 上だけでなく群環 Z [π1(X)] 上加群 Z の自由分解である。

## アーベル圏における分解
アーベル圏 A の対象 M の分解の定義は上と同じであるが、Ei と Ci は A の対象であり、すべての写像は A の射である。
射影加群と単射加群の類似の概念は射影的対象と単射的対象であり、したがって、射影分解と単射分解が定義される。しかしながら、そのような分解は一般のアーベル圏 A において存在するとは限らない。A のすべての対象が射影（resp。 単射）分解をもつとき、A は十分射影的（resp。 十分入射的）であるという。それらが存在するときでさえ、そのような分解はしばしば扱うのが難しい。例えば、上で指摘したように、すべての R 加群は単射分解を持つが、この分解は関手的ではない、すなわち、準同型 M → M′ と単射分解
{\displaystyle 0\to M\to I_{*},\quad 0\to M'\to I'_{*}}
が与えられたとき、{\displaystyle I_{*}} と {\displaystyle I'_{*}} の間の写像を得る関手的方法は一般には存在しない。

## 非輪状分解
多くの場合分解に現れる対象には実際には興味はなく、与えられた関手に対する分解の振る舞いに興味がある。したがって、多くの状況で、非輪状分解 (acyclic resolution) の概念が使われる： 2つのアーベル圏の間の左完全関手 F: A → B が与えられると、A の対象 M の分解
{\displaystyle 0\to M\to E_{0}\to E_{1}\to E_{2}\to \dotsb }
が F 非輪状とは、導来関手 RiF(En) がすべての i > 0 と n ≥ 0 に対して消えることをいう。双対的に、左分解が右完全関手について非輪状とは、その導来関手が分解の対象上消えることをいう。
例えば、R 加群 M が与えられると、テンソル積 {\displaystyle {\text{--}}\otimes _{R}M} が右完全関手 Mod(R) → Mod(R) である。すべての平坦分解はこの関手について非輪状である。平坦分解はすべての M によるテンソル積に対して非輪状である。同様に、すべての関手 Hom(–, M) に対して非輪状な分解は射影分解であり、関手 Hom(M, –) に対して非輪状なのは単射分解である。
任意の単射（resp。 射影）分解は任意の左（resp。 右）完全関手に対して F 非輪状である。
非輪状分解の重要性は、（左完全関手の）導来関手 RiF（同様に右完全関手の導来関手 LiF）が F 非輪状分解のホモロジーから得られることにある：対象 M の非輪状分解 {\displaystyle E_{*}} が与えられると、
{\displaystyle R_{i}F(M)=H_{i}F(E_{*})}
が成り立つ、ただし右辺は複体 {\displaystyle F(E_{*})} の i 次ホモロジー対象である。
この状況は多くの状況に適用できる。例えば、可微分多様体 M 上の定数層 R に対して、滑らかな微分形式の層 {\displaystyle {\mathcal {C}}^{*}(M)} によって分解できる：
{\displaystyle 0\to R\subset {\mathcal {C}}^{0}(M){\stackrel {d}{\to }}{\mathcal {C}}^{1}(M){\stackrel {d}{\to }}\dots \to {\mathcal {C}}^{\dim \!M}(M)\to 0.}
層 {\displaystyle {\mathcal {C}}^{*}(M)} は細層であり、大域切断関手 {\displaystyle \Gamma \colon {\mathcal {F}}\mapsto {\mathcal {F}}(M)} に関して非輪状であることが知られている。したがって、大域切断関手 Γ の導来関手である層係数コホモロジーは次のように計算される：
{\displaystyle \operatorname {H} ^{i}(M,\mathbf {R} )=\operatorname {H} ^{i}({\mathcal {C}}^{*}(M)).}
同様に、ゴドマン分解は大域切断関手に関して非輪状である。